# Swamimalai
Swamimalai (Tamil: சுவாமிமலை Suvāmimalai [ˈsuʋaːmimalɛi]) ist ein Ort im indischen Bundesstaat Tamil Nadu mit rund 7.300 Einwohnern (Volkszählung 2011). Swamimalai ist ein wichtiger Wallfahrtsort des in Tamil Nadu populären Hindu-Gottes Murugan.

## Geografie

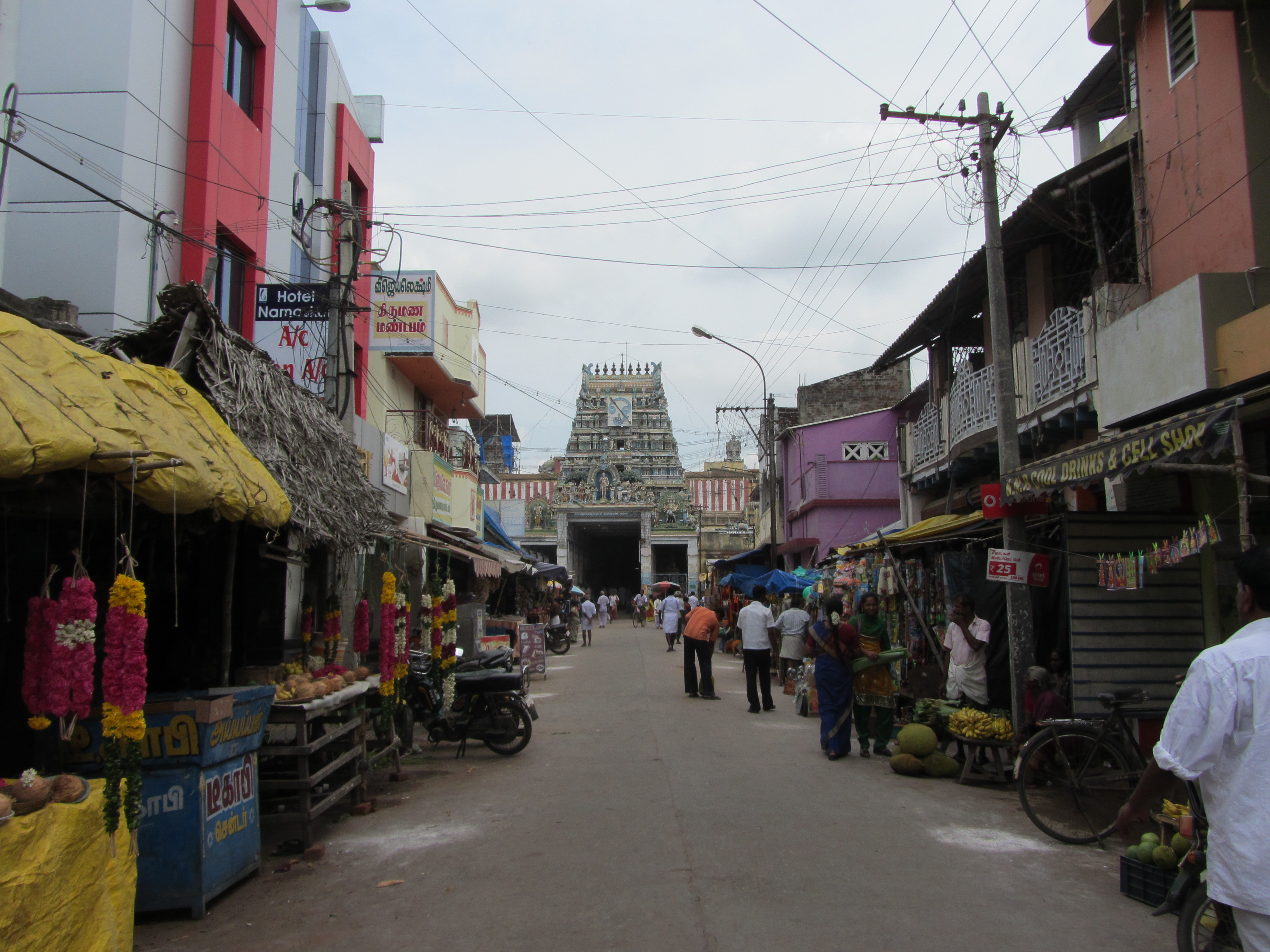
Ortsansicht von Swamimalai, im Hintergrund der Murugan-Tempel

Swamimalai liegt im Kaveri-Delta im Distrikt Thanjavur in Zentral-Tamil-Nadu in unmittelbarer Nachbarschaft der Stadt Kumbakonam am nördlichen Ufer des Kaveri-Flusses. Die Entfernung ins Zentrum von Kumbakonam beträgt acht Kilometer, in die Distrikthauptstadt Thanjavur sind es 35 Kilometer.
Durch Swamimalai führt die Straße von Kumbakonam nach Tiruvaiyaru (State Highway 22). Vom nahegelegenen Kumbakonam aus bestehen zahlreiche Verkehrsverbindungen in andere Städte Tamil Nadus. Swamimalai verfügt außerdem über einen eigenen Bahnhof an der Bahnstrecke von Mayiladuthurai über Thanjavur nach Tiruchirappalli. Dieser befindet sich in rund zwei Kilometer Entfernung auf der anderen Flussseite.

## Bevölkerung
76 Prozent der Einwohner Swamimalais sind Hindus, 23 Prozent sind Muslime und 1 Prozent Christen. Die Hauptsprache ist, wie in ganz Tamil Nadu, das Tamil, das von 99 Prozent der Bevölkerung als Muttersprache gesprochen wird.

## Religiöse Bedeutung

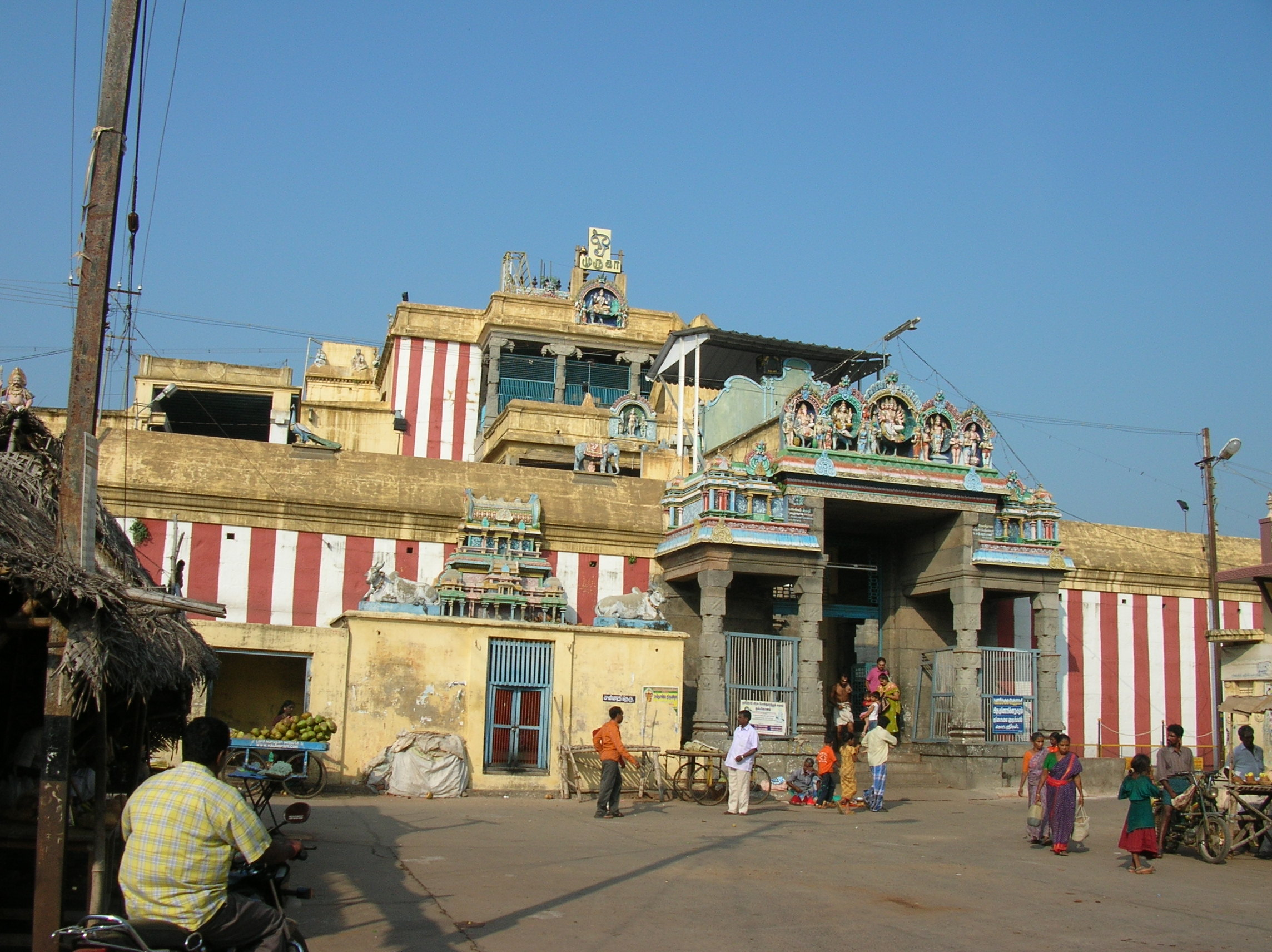
Der Murugan-Tempel von Swamimalai

In Swamimalai befindet sich der Swaminathaswami-Tempel, ein wichtiges Heiligtum des Hindu-Gottes Murugan (Skanda). Während dieser Gott in der Glaubenspraxis Nordindiens praktisch keine Rolle spielt, gehört er unter dem Namen Murugan unter den Tamilen zu den populärsten Gottheiten. Wie viele Murugan-Tempel ist der Tempel von Swamimalai auf einem Hügel errichtet. Im Falle Swamimalais handelt es sich um einen kleinen künstlichen Hügel, auf den 60 Treppenstufen führen.
Swamimalai ist einer von sechs Wallfahrtsorten (Arupadaividu) in Tamil Nadu, die Murugan geweiht sind. Die sechs Wallfahrtsorte werden mit jeweils unterschiedlichen Aspekten der Mythologie Murugans assoziiert. Swamimalai ist dem Mythos nach der Ort, an dem Murugan seinem Vater Shiva die Bedeutung der heiligen Silbe Om lehrte. Daher wird Murugan hier als Guru seines Vaters unter dem Namen Swaminatha („der Herr Gottes“) verehrt. Der Name Swamimalai bedeutet „der Berg Gottes“.

## Bronzeguss
Swamimalai ist ein Zentrum der traditionellen Bronzeskulptur. Die Kunst des Bronzegusses in der Technik der verlorenen Form wird seit der Chola-Epoche (9. bis 13. Jahrhundert) praktiziert und in Swamimalai bis heute nach den traditionellen Methoden betrieben. Angeblich sollen die Kunsthandwerker von Swamimalai bereits zu Zeiten des Chola-Königs Rajaraja I. bei der Ausschmückung des Brihadisvara-Tempels von Thanjavur mitgewirkt haben. Heute stellen sie bronzene Prozessionsbilder für Tempelgründungen in Indien und Übersee her.